# Halopteris gracilis
Halopteris gracilis är en nässeldjursart som först beskrevs av Clarke 1879.  Halopteris gracilis ingår i släktet Halopteris och familjen Halopterididae. Inga underarter finns listade i Catalogue of Life.